# Ritmo Alucinante
Ritmo Alucinante é um documentário musical brasileiro de 1975, dirigido por Marcelo França. É um registro cinematográfico do Hollywood Rock, festival de rock realizado em janeiro de 1975 no Estádio General Severiano, no Rio de Janeiro, no qual teriam comparecido 40 mil pessoas. Intercalando as apresentações de cantores e grupos do chamado "rock brasileiro", flashes do público e uma rápida entrevista da repórter Scarlet Moon com Erasmo Carlos e Cely Campello. Na parte final, um irreverente e explosivo show de Raul Seixas, que encerra a apresentação lendo o polêmico manifesto da "Sociedade Alternativa", projeto que lhe trouxera problemas com perseguições políticas do regime militar que governava o país na época, os quais também alcançaram o parceiro Paulo Coelho. O nome do festival deriva da marca de cigarros "Hollywood", da empresa patrocinadora Souza Cruz, o que levou Raul Seixas a comentar que "estava nas bocas". Foi o primeiro Hollywood Rock, apesar de não oficialmente, pois outros eventos com esse nome só voltariam a ser realizados no país vários anos depois.